# Amphiprosopia adjuncta
Amphiprosopia adjuncta är en insektsart som först beskrevs av Walker, F. 1870.  Amphiprosopia adjuncta ingår i släktet Amphiprosopia och familjen gräshoppor. Inga underarter finns listade i Catalogue of Life.